# تويك

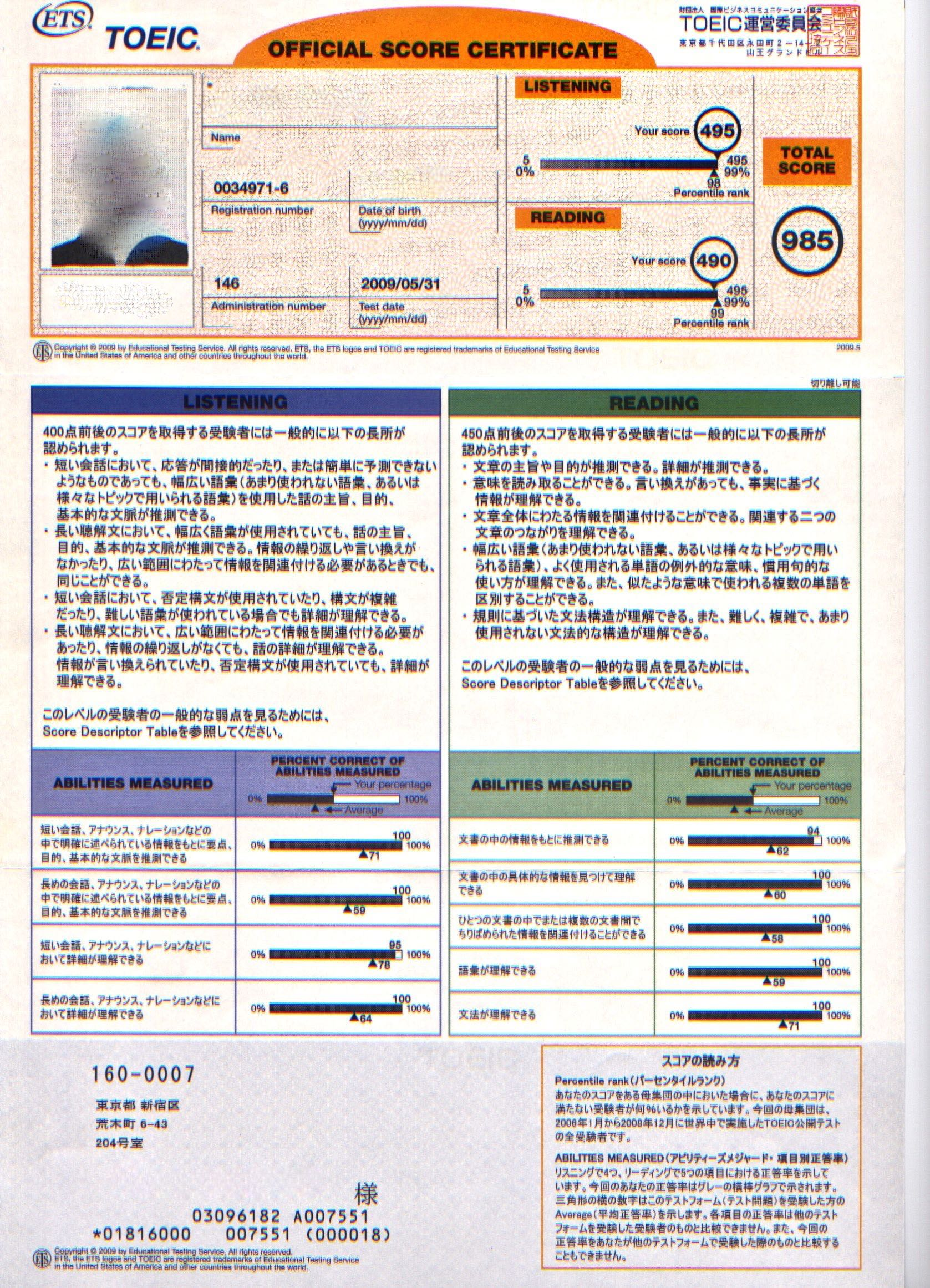
شهادة "تويك" لعام 2009 تم الحصول عليها في اليابان

التويك (TOEIC بالإنجليزية أو Test of English for International Communication) هو اختبار في اللغة الإنجليزية موجه خصيصا لقياس مهارات اللغة الإنجليزية اليومية للناس الذين يعملون في بيئة دولية.

## إمتحان تويك للقراءة والاستماع
اختبار تويك للقراءة والاستماع يدوم ساعتين [45 دقيقة للاستماع و75 دقيقة للقراءة]. وهو يتألف من 200 بند متعدد الإخيارات مقسمة بالتساوي بين قسم الاستماع والاستيعاب القرائي. يحصل كل مرشح على درجات مستقلة للاستماع والقراءة والفهم على درجات من 5-495 نقطة. النتيجة الإجمالية تضيف ما يصل إلى نطاق 10-990 نقطة. توجد شهادة تويك في خمسة ألوان، الموافقة للنتائج المحققة:
- برتقالي (10–219)
- بني (220–469)
- أخضر (470–729)
- أزرق (730–859)
- ذهبي (860–990)